# Conception Junction
Conception Junction – miasto w Stanach Zjednoczonych, w stanie Missouri, w hrabstwie Nodaway.